# John Holker

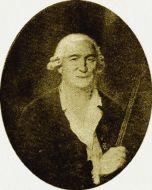
John Holker

John Holker (* 14. Oktober 1719 in Stretford, Manchester; † 27. April 1786 in Montigny) war ein britischer Tuchfabrikant, exilierter Offizier der Jakobiten und Industriespion für Frankreich.
Holker war der Sohn eines Schmieds und heiratete 1740 Elizabeth Hilton. In den 1740er Jahren hatte er ein Unternehmen zum Bedrucken von Baumwollstoffen (Kalandrierung) mit Peter Moss. Beide waren katholisch und schlossen sich 1746 dem Jakobitenaufstand an, indem sie Offizierspatente für die jakobitische Armee erwarben. Nach der Niederlage gerieten sie bei Carlisle in Gefangenschaft und waren im Londoner Newgate-Gefängnis inhaftiert. Durch Flucht aus dem Gefängnis entgingen sie der drohenden Todesstrafe. Holker floh auf den Kontinent nach Flandern und schloss sich der jakobitischen Armee in Frankreich an, mit der er in Flandern kämpfte.
Seine Expertise in der Tuchindustrie fand die Aufmerksamkeit von Daniel-Charles Trudaine (1703–1769), dem Leiter des französischen Bureau de Commerce. In dessen Auftrag sollte Holker den Standard der französischen Baumwollindustrie auf den der britischen heben und erhielt staatliche Mittel, um in Rouen zwei Fabriken zu eröffnen, eine zum Spinnen und Weben, die andere für die Bearbeitung der Textilien, speziell dem Kalandrieren. Er reiste insgeheim wieder nach England, um erfahrene Arbeiter anzuwerben und Maschinen zu erwerben (wobei er von seiner Mutter unterstützt wurde), die er nach Frankreich schickte. Danach schlug er der französischen Regierung vor, dies auch auf anderen Gebieten systematisch zu tun, und wurde 1756 zum Inspektor für ausländische Manufakturen ernannt. 1752 bezog er auch seinen Cousin Jack Morris in die Aktivitäten ein, und er begann 1753 in einer Textilfabrik in Rouen mit der Produktion von Kalandriermaschinen. 1766 nahm er gemeinsam mit seiner Frau die französische Staatsbürgerschaft an.
Er beriet auch andere Briten, die von Frankreich aus in der Industriespionage aktiv waren, so Gabriel Jars 1764, und warb in England Agenten an. Später gelang es ihm sogar eine Spinning Jenny nach Frankreich zu schaffen. Er gründete auch eine Steinzeugfabrik und die erste Fabrik für Schwefelsäureproduktion (Vitriol) in Frankreich, die er mit seinem Sohn in Saint-Sever, einem Vorort von Rouen, gründete (auch hier hatte England damals ein Monopol). Benjamin Franklin schätzte ihn und besuchte seine Fabrik in Rouen während seines Frankreichaufenthalts.